# نجدالدار (حزم العدين)

تعديل مصدري - تعديل

نجدالدار هي إحدى قرى عزلة حليمة بمديرية حزم العدين التابعة لمحافظة إب، بلغ تعداد سكانها 492 نسمة حسب تعداد اليمن لعام 2004.